# Mikrokristályos cellulóz
A mikrokristályos vagy porított cellulóz (E460i) egy az élelmiszeriparban és a gyógyszeriparban alkalmazott adalékanyag, a cellulóz egyik kristályos formája. Általában hordozóanyagként, emulgeálószerként, és kötőanyagként (nagy nyomás hatására tömbbé áll össze, például gyógyszerek esetén) alkalmazzák. Íztelen, színtelen anyag, így használata nem változtatja meg az élelmiszerek ízét.

## Egészségügyi hatások
Napi maximum beviteli mennyisége nincs meghatározva. A tápcsatornába kerülve a vastagbélben található baktériumok segítenek a lebontásában. Nagy mennyiségben fogyasztva puffadást, hasmenést okozhat.